# 安達哲朗
安達 哲朗（あだち てつろう、1980年3月9日 - ）は、日本の俳優。旧芸名、安達 和也（あだち かずや）。本名、長谷川 哲朗。
東京都台東区出身。元サンミュージックプロダクション所属。堀越高等学校卒業。

## 人物
安達祐実の実兄である。弟は安達大（異父弟）。姪と甥が1人ずついる。
身長163cm、体重45kg。

## 来歴
「週刊新潮」2006年12月28日号で、当時の所属事務所であったサンミュージック側が「18歳で高校を卒業する時、本人の希望で芸能界を引退しました」「今はちゃんとした企業に就職したと聞いています」とコメントしている。
現在は本名で芸能界に復帰し、「演劇集団イヌッコロ」に所属し舞台を中心に活動。

## 出演

### テレビドラマ
- 逢いたい時にあなたはいない…（1991年、フジテレビ）
- HOTEL（1992年、TBS）
- ウイークエンドドラマ しようよ2♡ 〜女教師ナズナの場合〜（1996年、テレビ朝日）[1]
- 月曜ドラマ・イン 名探偵保健室のオバさん（1997年、テレビ朝日）
- せいぎのみかた（1997年、日本テレビ）
- 月曜ドラマスペシャル 警部補 坪内直哉〜父と娘の事件簿〜（1998年、TBS）
- 超能力者・完全抹殺〜七瀬ふたたび（1998年、テレビ東京）
- 少年サスペンス 謎の男子転校生（1998年、テレビ朝日）
- 月曜ドラマスペシャル 痛快!バツイチ・トリオ 女だけの便利屋事件簿2（1998年、TBS）
- PU-PU-PU-（1998年、TBS）

### バラエティ
- ことばのプリズム（1985年 - 1989年、TBS）
- パオパオチャンネル（1988年 - 1989年、テレビ朝日）
- 安達祐実・お兄ちゃんと初めてのオーストラリア大冒険（1996年、日本テレビ）
- 釣れて満腹日本列島（1996年、日本テレビ）

### CM
- 嬉野温泉　和多屋別荘
- マクドナルド ブレックファースト
- ケンタッキーフライドチキン クリスマスディナーベル
- 雪印 ネオソフト（妹の安達祐実と共演）
- 日清製粉 ドッグフード LOVEly
- フジパン クリスマスケーキ

### 舞台

#### 演劇集団イヌッコロ
- 第1回公演『オタッカーズ・ハイ』（2010年4月30日 - 5月2日、中目黒ウッディーシアター）
- 第2回公演『苦闘のラブリーロバー』（2010年12月09日 - 12日、ウッディーシアター中目黒）
- 第3回公演『ギャングアワー』（2011年6月28日 - 7月3日、劇場MOMO）
- |第4回公演『苦闘のラブリーロバー再』（2011年11月30日 - 12月4日、ウッディーシアター中目黒）
- 第5回公演『恋するアンチヒーロー』（2012年7月18日 - 22日、テアトルBONBON）
- 第6回公演『冒険者たちのホテル』（2013年4月4日 - 7日、テアトルBONBON）
- 第7回公演『リバースヒストリカ』（2013年10月16日 - 20日、中野ザ・ポケット）-*pnish*原作
- 第8回公演『ハッピーハードラック』（2014年4月1日 - 6日、テアトルBONBON）
- Showcase ver.2『恋するアンチヒーロー』（2014年7月24日 - 8月3日、ポケットスクエア）
- 第9回公演『ご町内デュエル』（2014年10月14日 - 19日、ザ・ポケット）
- 第10回公演『スペーストラベロイド』（2015年8月4日 - 9日、テアトルBONBON）
- SHOW CASE ver.3『苦闘のラブリーロバー』（2015年12月9日 - 13日、ポケットスクエア）
- showcase ver.4『冒険者たちのホテル』（2016年3月23日 - 28日、テアトルBONBON）
- イヌッコロVSシザーブリッツ デュエル公演『ご町内デュエル』（2016年10月27日 - 11月6日、サンモールスタジオ）
- Showcase ver.5『いえないアメイジングファミリー』（2017年 9月13日 - 18日、Theater スターフィールド）
- 第12回本公演『となりのホールスター』（2018年5月8日 - 13日、中野ザ・ポケット）
- イヌフェス第3弾Showcace ver.6『オタッカーズ・ハイ』（2018年10月16日 - 21日、サンモールスタジオ）
- 第13回本公演『いえないアメイジングファミリー』（2019年1月30日 - 2月10日、テアトルBONBON）＊TeamBのみ
- 第14回本公演『いさめ！池田屋シアター』（2019年9月11日 - 16日、ポケットスクエアザ・ポケット）
- 第15回本公演『かげきなデイリープレイス』（2024年9月18日 - 22日、ポケットスクエアザ・ポケット）[2]

#### 個人出演
- ケロケロちゃいむ（1998年、銀座博品館劇場）
- 発明BOYカニパン（1998年、銀座博品館劇場）
- アダムとイブ私の犯罪学
  - pnish*vol.10 『サムライモード』（2008年6月、天王洲銀河劇場）
- WBB vol.4 「川崎ガリバー」（2013年4月20日 - 28日、青山円形劇場）
- イヌッコロ×ACTOLI×シザーブリッツ トリプルコラボ公演『恋するアンチヒーロー』（2015年5月8日 - 17日、新宿サンモールスタジオ）
- ラ・セッテ×イヌッコロ コラボ公演『まわれ！無敵のマーダーケース』（2017年10月12日 - 22日、サンモールスタジオ）＊映像出演のみ
- Bears Train第2回公演『リバースヒストリカ』（2018年3月7日 - 11日、中目黒キンケローシアター）
- イヌフェス第4弾『ご町内デュエル』（2018年11月27日 - 12月2日、劇場MOMO)
- プロスパードッグス『まわれ！無敵のマーダーケース2023』（2023年3月29日 - 4月2日、テアトルBONBON）